# Elseid Hysaj
Elseid Gëzim Hysaj (phát âm tiếng Albania: [lsɛˈid hysaj]; sinh ngày 2 tháng 2 năm 1994) là một cầu thủ bóng đá chuyên nghiệp người Albania chơi ở vị trí hậu vệ phải cho câu lạc bộ Ý S.S.C. Napoli và Đội tuyển bóng đá quốc gia Albania. Hysaj có thể hoạt động ở cả hai phía của sân như một hậu vệ cánh.

## Thống kê sự nghiệp

### Câu lạc bộ
Tính đến ngày 23 tháng 5 năm 2021
| Câu lạc bộ          | Mùa giải            | Giải đấu            | Giải đấu | Giải đấu | Cúp quốc gia | Cúp quốc gia | Châu Âu | Châu Âu | Khác | Khác | Tổng cộng | Tổng cộng |
| Câu lạc bộ          | Mùa giải            | Hạng                | Trận     | Bàn      | Trận         | Bàn          | Trận    | Bàn     | Trận | Bàn  | Trận      | Bàn       |
| ------------------- | ------------------- | ------------------- | -------- | -------- | ------------ | ------------ | ------- | ------- | ---- | ---- | --------- | --------- |
| Empoli              | 2011–12             | Serie B             | 0        | 0        | 1            | 0            | —       | —       | —    | —    | 1         | 0         |
| Empoli              | 2012–13             | Serie B             | 34       | 0        | 1            | 0            | —       | —       | —    | —    | 35        | 0         |
| Empoli              | 2013–14             | Serie B             | 32       | 1        | 2            | 0            | —       | —       | —    | —    | 34        | 1         |
| Empoli              | 2014–15             | Serie A             | 36       | 0        | 3            | 0            | —       | —       | —    | —    | 39        | 0         |
| Empoli              | Tổng cộng           | Tổng cộng           | 102      | 1        | 7            | 0            | —       | —       | —    | —    | 109       | 1         |
| Napoli              | 2015–16             | Serie A             | 37       | 0        | 1            | 0            | 5       | 0       | —    | —    | 43        | 0         |
| Napoli              | 2016–17             | Serie A             | 35       | 0        | 3            | 0            | 7       | 0       | —    | —    | 45        | 0         |
| Napoli              | 2017–18             | Serie A             | 35       | 0        | 2            | 0            | 10      | 0       | —    | —    | 47        | 0         |
| Napoli              | 2018–19             | Serie A             | 27       | 0        | 1            | 0            | 7       | 0       | —    | —    | 35        | 0         |
| Napoli              | 2019–20             | Serie A             | 20       | 1        | 4            | 0            | 0       | 0       | —    | —    | 24        | 1         |
| Napoli              | 2020–21             | Serie A             | 24       | 0        | 3            | 0            | 2       | 0       | 0    | 0    | 29        | 0         |
| Napoli              | Tổng cộng           | Tổng cộng           | 179      | 1        | 14           | 0            | 31      | 0       | 0    | 0    | 225       | 1         |
| Tổng cộng sự nghiệp | Tổng cộng sự nghiệp | Tổng cộng sự nghiệp | 281      | 2        | 21           | 0            | 31      | 0       | 0    | 0    | 332       | 2         |

### Quốc tế
Tính đến ngày 25 tháng 3 năm 2024
| Đội tuyển quốc gia | Năm       | Trận | Bàn |
| ------------------ | --------- | ---- | --- |
| Albania            | 2013      | 5    | 0   |
| Albania            | 2014      | 7    | 0   |
| Albania            | 2015      | 5    | 0   |
| Albania            | 2016      | 11   | 0   |
| Albania            | 2017      | 9    | 0   |
| Albania            | 2018      | 8    | 0   |
| Albania            | 2019      | 8    | 1   |
| Albania            | 2020      | 3    | 0   |
| Albania            | 2021      | 8    | 1   |
| Albania            | 2022      | 10   | 0   |
| Albania            | 2023      | 7    | 0   |
| Albania            | 2024      | 2    | 0   |
| Tổng cộng          | Tổng cộng | 83   | 2   |

#### Bàn thắng quốc tế
Bàn thắng và kết quả của Albania được để trước.
| #  | Ngày                | Địa điểm                        | Đối thủ    | Bàn thắng | Kết quả | Giải đấu                 |
| -- | ------------------- | ------------------------------- | ---------- | --------- | ------- | ------------------------ |
| 1. | 10 tháng 9 năm 2019 | Elbasan Arena, Elbasan, Albania | Iceland    | 2–1       | 4–2     | Vòng loại Euro 2020      |
| 2. | 8 tháng 9 năm 2021  | Elbasan Arena, Elbasan, Albania | San Marino | 4–0       | 5–0     | Vòng loại World Cup 2022 |